# Christoph Tiegel

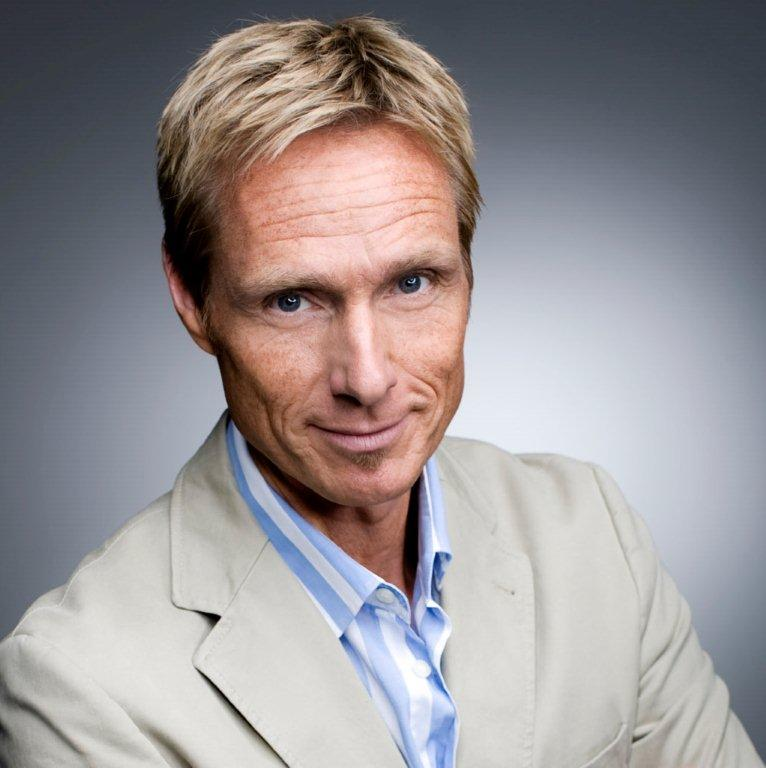
Christoph Tiegel

Christoph Tiegel (* 9. Juni 1965 in Dortmund) ist ein deutscher Journalist und Fernsehmoderator.

## Leben
Tiegel wuchs in seiner Geburtsstadt Dortmund auf. Nach einigen berufsplanerischen Fehlanläufen (Banker, Schauspieler, Popstar, Tennislehrer) entschloss er sich zum klassischen Einstieg in den Journalismus, absolvierte ein zweijähriges Volontariat beim Iserlohner Kreisanzeiger, wo er ein weiteres Jahr als Lokalredakteur arbeitete. Über sein Journalistikstudium an der TU Dortmund und das Projekt Uni-Radio bekam er 1991 erstmals Kontakt zum Westdeutschen Rundfunk, wurde im Anschluss zunächst freier Hörfunk-Reporter und Moderator, dann Nachrichtenpräsentator und schließlich Fernsehmoderator.
Christoph Tiegel ist verheiratet und lebt mit Frau und zwei Kindern in Dortmund.

## Radio
- WDR 2 (Beitragsautor, u. a. „Stichtag“)
- WDR 4 (Beitragsautor, z. Zt. Redakteur im Studio Dortmund)
- WDR 5 (Beitragsautor, u. a. „Zeitzeichen“)
- WDR 1Live (Nachrichten-Presenter, Beitragsautor, 1995)
- WDR Radio Dortmund (Beitragsautor, Live-Reporter, Moderator, 1991–94)
- Radio Antenne Münster (Moderator)

## Fernsehen
- Das Erste:
  - „ARD Ratgeber Bauen und Wohnen“ (Moderation, 1997–2012)
- WDR Fernsehen:
  - Servicezeit, tägliches Verbrauchermagazin, (Moderation, 1997–2010)
  - „Rundumgesund“, Gesundheitsmagazin (Moderation, als Vertreter von Alexa Iwan)
  - „WDR Extra“, Thema: Lipobay-Skandal (Moderation)
  - „kuk“, tägliches Live-Talk-Magazin (Moderation, 1996)
- SAT 1:
  - „Regional-Report NRW“, tägliches Infomagazin, (Moderation, 1994)

## Veranstaltungen
Moderationen u. a. für Deutsche Krebshilfe, Hans-Böckler-Stiftung, Verbraucherministerium NRW, E.I. Stiftung Kölner Krebsforschung, Paritätischer Wohlfahrtsverband NRW, EWMD Deutschland e.V